# Ernst van Dyk
Ernst François van Dyk, né le 4 avril 1973, est un compétiteur sud-africain en fauteuil roulant et en vélocimane. En 2014, il a remporté pour la dixième fois le marathon de Boston. Il est récompensé d'un Laureus World Sports Awards dans la catégorie "Sportif avec un handicap de l'année" ainsi que d'un Ordre de Ikhamanga de classe argent (OIS).

## Biographie
Van Dyk est né avec une absence congénitale des deux jambes. Ses parents, deux athlètes de niveau provincial, ont reconnu ses qualités athlétiques et l'ont encouragé à la pratique du sport. Il est d'abord allé à l'école à Graaff-Reinet, mais l'établissement ne pouvait pas s'occuper de lui. Il a ensuite fréquenté Elizabeth Conradie School pour les enfants handicapés à Kimberley. Dans son adolescence, il a participé en tant que nageur à l'échelle nationale.
En 1992, il s'inscrit à l'Université de Stellenbosch et a participé aux Jeux paralympiques de Barcelone en tant que nageur et athlète en fauteuil roulant. Par la suite, il s'est concentré sur l'athlétisme en fauteuil roulant. Il est détenteur d'un record de 10 titres en fauteuil roulant au Marathon de Boston.
Aux Jeux paralympiques d'été de 2000 à Sydney, il a remporté une médaille de bronze au 400 mètres. Aux Jeux paralympiques d'été de 2004 à Athènes, il a remporté une médaille d'argent au 800 mètres, une autre médaille d'argent au 1500 mètres, et une de bronze au 5000 mètres. Aux Jeux paralympiques d'été de 2008 à Pékin van Dyk a remporté l'or en course sur route en vélocimane, ainsi que le bronze au marathon en fauteuil roulant. Sa neuvième victoire en 2010, au Marathon de Boston a été un record pour cet événement, toutes classes confondues. Le 21 avril 2014, il a remporté sa dixième. D'autres réalisations en vélocimane comprennent : l'obtention d'une médaille d'argent et une médaille de bronze au 2009 UCI Para-cycling Road World Championships en Italie et obtenant une double médaille d'or (course sur route et contre la montre) au 2007 UCI Para-cycling Road World Championships à Bordeaux.

## Palmarès
| Année                                | Marathon de Boston | Marathon de New York | Marathon de Paris | Marathon de Los Angeles | Marathon de Londres | Great North Run |
| ------------------------------------ | ------------------ | -------------------- | ----------------- | ----------------------- | ------------------- | --------------- |
| 2001                                 | 1:25:12            |                      |                   |                         |                     |                 |
| 2002                                 | 1:23:19            | 1:45:16              |                   | 1:28:44                 |                     |                 |
| 2003                                 | 1:28:32            | 1:35:36              |                   |                         |                     |                 |
| 2004                                 | 1:18:27            |                      |                   |                         |                     |                 |
| 2005                                 | 1:24:11            | 1:31.11              |                   |                         |                     |                 |
| 2006                                 | 1:25:29            |                      |                   | 1:24:48 (CR)            |                     |                 |
| 2007                                 |                    |                      |                   |                         |                     | 42:35           |
| 2008                                 | 1:26:49            |                      |                   |                         |                     |                 |
| 2009                                 | 1:33:29            |                      |                   |                         | 1:28:59             |                 |
| 2010                                 | 1:26:53            |                      |                   |                         |                     |                 |
| 2011                                 | 1:18:51            |                      |                   |                         |                     |                 |
| 2012                                 |                    |                      |                   |                         |                     |                 |
| 2013                                 |                    | 1:40:14              |                   |                         | 1:31:30             |                 |
| 2014                                 | 1:20:36            | 1:30:56              |                   |                         | 1:32:42             |                 |
| 2015                                 | 1:36:27            | 1:30:54              |                   |                         |                     |                 |
| 2016                                 | 1:24:06            |                      |                   |                         | 1:35:23             |                 |
| WR – World Record CR – Course record |                    |                      |                   |                         |                     |                 |

## Récompenses
- Lauréat du Laureus World Sports Awards dans la catégorie "Sportif avec un handicap de l'année" pour 2006.
- Le 20 avril 2010, le gouvernement Sud-Africain a annoncé que van Dyk sera récompensé de l'Ordre de Ikhamanga en argent pour ses performances dans le sport[3].

## Vie personnelle
L'entreprise de Van Dyk, Enabled Sport, fournit du matériel pour les athlètes handicapés. Il vit à Paarl dans la province de Cap occidental avec sa femme et sa fille,.